# Jeff Mac Mootry
J.R. (Jeff) Mac Mootry (Doorn, juli 1964) is een Nederlandse officier der mariniers buiten dienst. Van 25 augustus 2017 tot 11 december 2020 was hij de 58e Commandant van het Korps Mariniers.

## Carrière
Mac Mootry kwam in 1985 op als aspirant-reserveofficier (ARO) om zijn dienstplicht te vervullen bij het Korps Mariniers. Daarna wilde hij in dienst blijven en kreeg hij via een contract voor bepaalde tijd, uiteindelijk in 1993 een contract voor onbepaalde tijd.
Na het afronden van de Praktische Opleiding tot Officier der Mariniers (POTOM) in 1986 was hij als  luitenant, bijna zes jaar lang pelotonscommandant bij diverse eenheden. Hij behaalde in deze jaren onder meer de kwalificaties berg- en wintergetraind, parachutist en commando. Deze periode werd in 1992 afgesloten met een uitzending van 6 maanden naar Cambodja (UNTAC).
Als kapitein volgde, na studie aan het Koninklijk Instituut voor de Marine in Den Helder, plaatsing als mentor bij het Mariniers Opleidingscentrum (MOC) in Rotterdam. Deze plaatsing werd in 1995 tijdelijk onderbroken voor uitzending als stafofficier operaties bij het hoofdkwartier van de VN-missie op Haïti. Na het MOC keerde hij terug naar Doorn als opvolgend compagniescommandant. Al kort na zijn aantreden op deze functie volgde een uitzending als commandant van een detachement mariniers ter ondersteuning van de door de NAVO geleide Stabilisation Force (SFOR) in Bosnië. Zijn laatste plaatsing als kapitein was uitwisselingsofficier bij het Korps Commandotroepen te Roosendaal.
De eerste functie als majoor was in Amsterdam bij het Defensiecentrum voor Werving en Selectie als hoofd wervingsvoorlichting voor de Koninklijke Marine. Een jaar later volgde een plaatsing van drie jaar als compagniescommandant op Aruba. De eenheid werd tijdens deze periode onder andere ingezet in het kader van counterdrugsoperaties en voor bijstand aan de lokale autoriteiten op de Bovenwindse eilanden tijdens het orkaanseizoen. Ook werd de jungletraining in Suriname voorbereid en uitgevoerd. Na terugkeer in Nederland in 2003 werd hij geplaatst in Den Haag bij de sectie Speciale Operaties van de Defensiestaf. Deze plaatsing bracht hem ook weer regelmatig over de landsgrenzen. Zijn periode als majoor eindigde in 2006 met succesvolle afronding van de Hogere Defensievorming (HDV).
Na de HDV volgde bevordering tot luitenant-kolonel en weer een plaatsing van drie jaar op Aruba, ditmaal als commandant van de Marinierskazerne Savaneta. Direct na terugkeer in Nederland wachtte hem een traject ter voorbereiding op uitzending naar Afghanistan. In 2010 vervulde hij daar de functie van Hoofd Operaties (G3) van Task Force Uruzgan. Aansluitend meldde hij zich bij de staf van het Commando Zeestrijdkrachten in Den Helder om daar bij de afdeling Bestuursondersteuning als beleidsadviseur aan de slag te gaan. In september 2012 kreeg hij het commando over het Tweede Mariniersbataljon. Het bataljon werd na enkele maanden ingrijpend gereorganiseerd en ging verder als 2nd Marine Combat Group (2 MCG). Door de eenheid werd onder meer bijgedragen aan antipiraterijmissies en aan de EU Battle Group. Ook werd veel en intensief getraind met Britse en Amerikaanse counterparts. Eind mei 2014 meldde hij zich voor een tweede plaatsing bij de Defensiestaf in Den Haag. Nu voor de functie van Chef Kabinet van de Commandant der Strijdkrachten. Hij werd bij zijn aantreden bevorderd tot kolonel der mariniers.

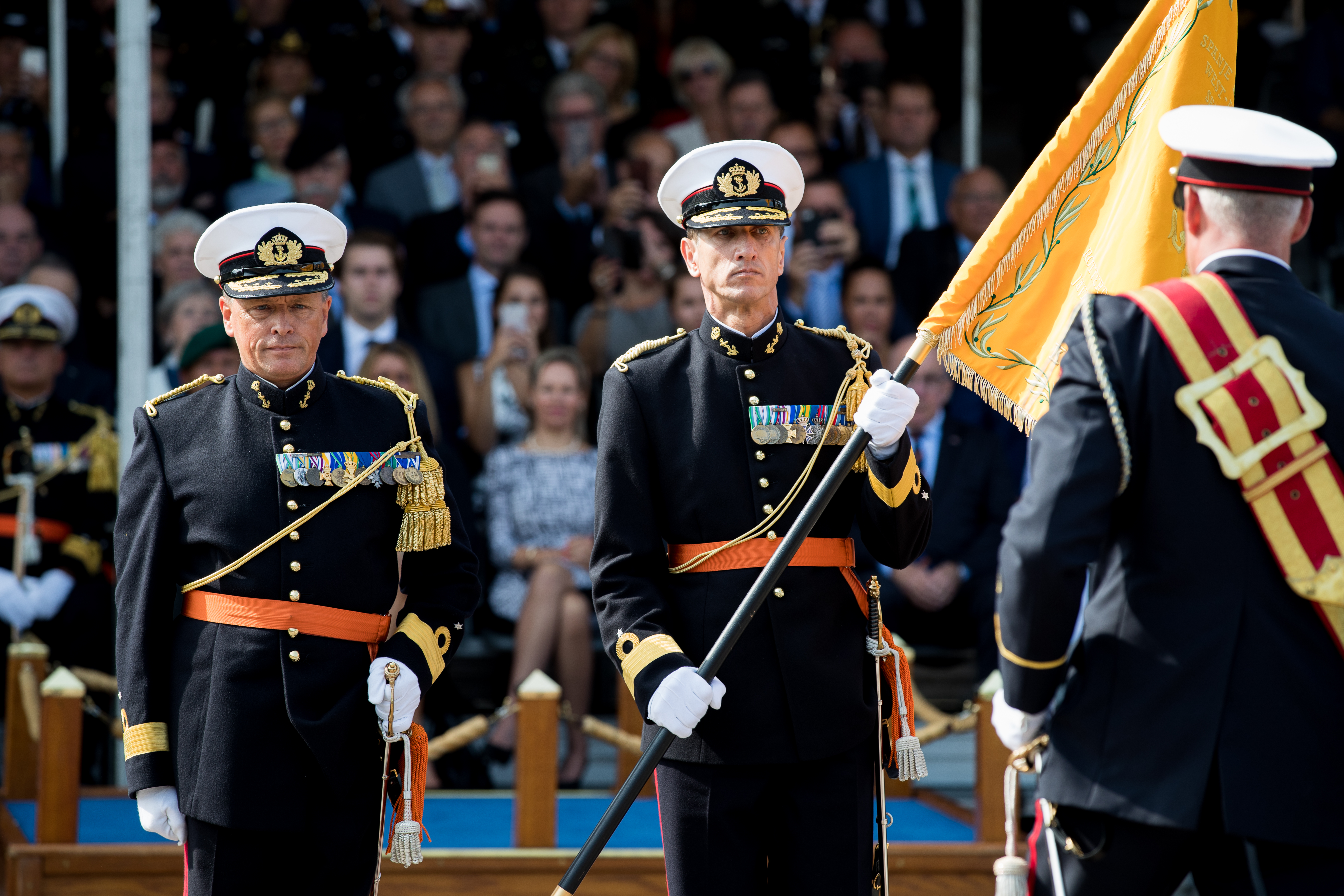
Commandooverdracht Korps Mariniers augustus 2017

Met ingang van 25 augustus 2017 werd Mac Mootry benoemd als Directeur Operaties van het Commando Zeestrijdkrachten (CZSK) en werd hij tevens de 58e Commandant van het Korps Mariniers (CKM). Hij werd hiervoor bevorderd tot brigade-generaal der mariniers. Na zijn column in het mariniersblad QPO begin 2018 was Jeff Mac Mootry regelmatig in de publiciteit omdat hij openlijk zijn zorg uitsprak over de voorgenomen verhuizing van de marinierskazerne van Doorn naar Vlissingen. In dat kader nam hij op 17 mei 2018 deel aan een hoorzitting in de Tweede Kamer met de Vaste Kamercommissie Defensie (VCD). Op 14 juli 2020 meldde staatssecretaris Barbara Visser per Kamerbrief het definitieve besluit van kabinet Rutte III om de nieuwe marinierskazerne niet in Vlissingen, maar in Nieuw-Milligen te vestigen. In 2019 lanceerde Mac Mootry het programma 'Faselijn 2025' om daarmee de toekomstbestendigheid van het Korps Mariniers te versterken. Hij gaf daarbij onder meer de richtlijn mee dat 'heilige huisjes' geen belemmeringen mochten vormen.
In juni 2020 droeg Mac Mootry de functie van Directeur Operaties CZSK over en op 11 december 2020 ook de functie van Commandant van het Korps Mariniers. De functieoverdracht vond door beperkingen vanwege de COVID-19-pandemie in zeer kleine kring plaats.
Mac Mootry leidde tot mei 2023 de CZSK-projectgroep die bijdraagt aan de realisatie van een nieuwe marinierskazerne in Nieuw-Milligen (Gemeente Apeldoorn). 

## Onderscheidingen
Naast een twaalftal onderscheidingen, voor onder meer missies, heeft generaal Jeff Mac Mootry drie onderscheidingen ontvangen die bijzonder zijn voor een Nederlandse militair;
2010 - Medaille de la Défense Nationale, in goud, uitgereikt op 14 juli 2010 in Afghanistan vanwege goede samenwerking tussen de Franse en Nederlandse coalitiepartners in Uruzgan
2013 - Arubaanse Militiemedaille, toegekend door de minister-president van Aruba M.G. Eman op 1 juli 2013, vanwege langdurige verdiensten voor de Arubaanse Militie.
2019 - Legion of Merit, in graad commandeur, uitgereikt op 4 juni 2019 te Washington D.C. door generaal Robert Neller (USMC) vanwege 'exceptionally meritorious service' 
- Herinneringsmedaille VN-Vredesoperaties (UNTAC)
- Herinneringsmedaille VN-Vredesoperaties (UNMIH II)
- Herinneringsmedaille Vredesoperaties
- Onderscheidingsteken voor Langdurige Dienst als officier
- Marinemedaille
- Kruis voor betoonde marsvaardigheid
- Vaardigheidsmedaille van de Nederlandse Sport Federatie
- Kruis voor de Tweedaagse Militaire Prestatietocht
- Medaille voor Vredesmissies van de Verenigde Naties (UNTAC)
- Medaille voor Vredesmissies van de Verenigde Naties (UNMIH II)
- NAVO-medaille (voormalig Joegoslavië)
- NAVO-medaille (ISAF)[13]
- Legion of Merit
- Médaille de la Défense nationale d'Or